# Emma Wikén
Emma Christina Wikén (Åsarna, 1 de mayo de 1989) es una deportista sueca que compite en esquí de fondo.
Participó en los Juegos Olímpicos de Sochi 2014, obteniendo una medalla de oro en la prueba de relevo (junto con Ida Ingemarsdotter, Anna Haag y Charlotte Kalla). Ganó una medalla de plata en el Campeonato Mundial de Esquí Nórdico de 2013, en la misma prueba.

## Palmarés internacional
| Juegos Olímpicos   | Juegos Olímpicos       | Juegos Olímpicos | Juegos Olímpicos |
| Año                | Lugar                  | Medalla          | Prueba           |
| ------------------ | ---------------------- | ---------------- | ---------------- |
| 2014               | Sochi (Rusia)          | Medalla de oro   | Relevo 4 × 5 km  |
| Campeonato Mundial |                        |                  |                  |
| Año                | Lugar                  | Medalla          | Prueba           |
| 2013               | Val di Fiemme (Italia) | Medalla de plata | Relevo 4 × 5 km  |